# 下視丘疾病
下丘脑疾病是一种主要出现在下丘脑的疾病，可能是由营养不良造成的损害引起的，包括厌食症和暴食症饮食失调，  遗传性疾病，辐射，手术，头部外伤， 病变， 下丘脑肿瘤或其他身体损伤。下丘脑是多种内分泌功能的控制中心。下丘脑控制的内分泌系统受抗利尿激素（ADH）、促肾上腺皮质激素释放激素、促性腺激素释放激素、生长激素释放激素、催产素的调节，所有这些激素均由下丘脑分泌。下丘脑的损伤可能会影响这些激素和相关的内分泌系统。许多下丘脑激素作用于垂体。因此，下丘脑疾病会影响垂体和垂体控制的靶器官的功能，包括肾上腺、卵巢和睾丸以及甲状腺。 
许多功能障碍表现为下丘脑疾病的结果。下丘脑受损可能会导致体温调节、生长、体重、钠和水平衡、产奶、情绪和睡眠周期紊乱。   垂体机能减退症、神经源性尿崩症、三级甲状腺功能减退症和发育障碍是下丘脑疾病引起的诱发病症的例子。

## 垂体机能减退症
下丘脑和垂体紧密结合。下丘脑的损伤会影响垂体的反应能力和正常功能。下丘脑疾病可能会导致垂体信号传导不足或受到抑制，从而导致以下一种或多种激素的缺乏：促甲状腺激素、促肾上腺皮质激素、 β-内啡肽、黄体生成素、卵泡刺激激素和黑素细胞刺激激素。垂体功能减退症的治疗涉及激素替代疗法。 

## 神经源性尿崩症
神经源性尿崩症可能是由于下丘脑产生的抗利尿激素 (ADH) 水平低所致。    ADH 水平不足会导致口渴和尿量增加，而长期过多的尿液排泄会增加脱水的风险。 

## 三级甲状腺功能减退症
甲状腺是下丘脑-垂体系统的辅助器官。下丘脑产生的促甲状腺激素释放激素（TRH）向垂体发出信号，释放促甲状腺激素（TSH），然后刺激甲状腺分泌T 4和T 3甲状腺激素。  当垂体 TSH 分泌受损时，就会发生继发性甲状腺功能减退症，而三级甲状腺功能减退症是 TRH 缺乏或抑制。 
甲状腺激素负责代谢活动。甲状腺激素产生不足会导致代谢活动受到抑制和体重增加。因此，下丘脑疾病可能与肥胖有关。 

## 发育障碍
生长激素释放激素（GHRH）是下丘脑分泌的另一种释放因子。 GHRH刺激脑下垂体分泌生长激素（GH），对身体生长和性发育有多种影响。   GH 产生不足可能会导致体细胞生长不良、性早熟或促性腺激素缺乏、青春期无法启动或完成，并且通常与体重快速增加、T 4低和性激素水平低有关。 

## 睡眠障碍
非 24 小时睡眠-觉醒综合症是一种致残状况，其中一个人的睡眠/觉醒周期比标准 24 小时更长，或很少短于标准 24 小时，被认为至少在某些情况下涉及或由以下原因引起：下丘脑视交叉上核(SCN) 功能异常。  

## 下丘脑综合征
下丘脑综合征是一组以内分泌代谢障碍为主，并伴有自主神经系统症状和轻微神经、精神症状的综合征，因各种原因导致下丘脑受损所致。
病因：
1.感染
脑炎、结核、麻疹等。
2.肿瘤
异位松果体瘤、颅咽管瘤、神经胶质瘤、垂体瘤等。
3.创伤
颅脑外伤、手术或放射治疗等累及下丘脑区域。
4.先天性疾病
Kallmann综合征（家族性嗅神经-性发育不全综合征）、Laurence-Moon-Biedl综合征（性幼稚色素性视网膜炎、多指畸形综合征）、脉络膜丛囊肿。
5.其他
退行性病变，某些药物（如冬眠灵，利血平等）。